# Orthomegas pehlkei
Orthomegas pehlkei là một loài bọ cánh cứng trong họ Cerambycidae.